# Бертольд II (граф Тироля)
Бертольд II (нем. Berthold II.; ок. 1165 — 28 декабря 1181) — граф Тироля с ок. 1180, сын графа Бертольда I от брака с неизвестной по имени дочерью Оттона I, графа фон Ортенбург.

## Биография
Бертольд был старшим сыном графа Бертольда I от брака с неизвестной по имени дочерью Оттона I, графа фон Ортенбург. Он родился около 1165 года. Его отец умер около 1180 года, после чего Бертольд унаследовал Тирольское графство, однако умер уже в 1181 году, когда его младший брат Генрих I сделал пожертвование для упокоения его души. Согласно «Necrologium Wiltinense» Бертольд умер 28 декабря. Женат он не был, поэтому его владения и титул унаследовал Генрих I.